# Julie Dazet

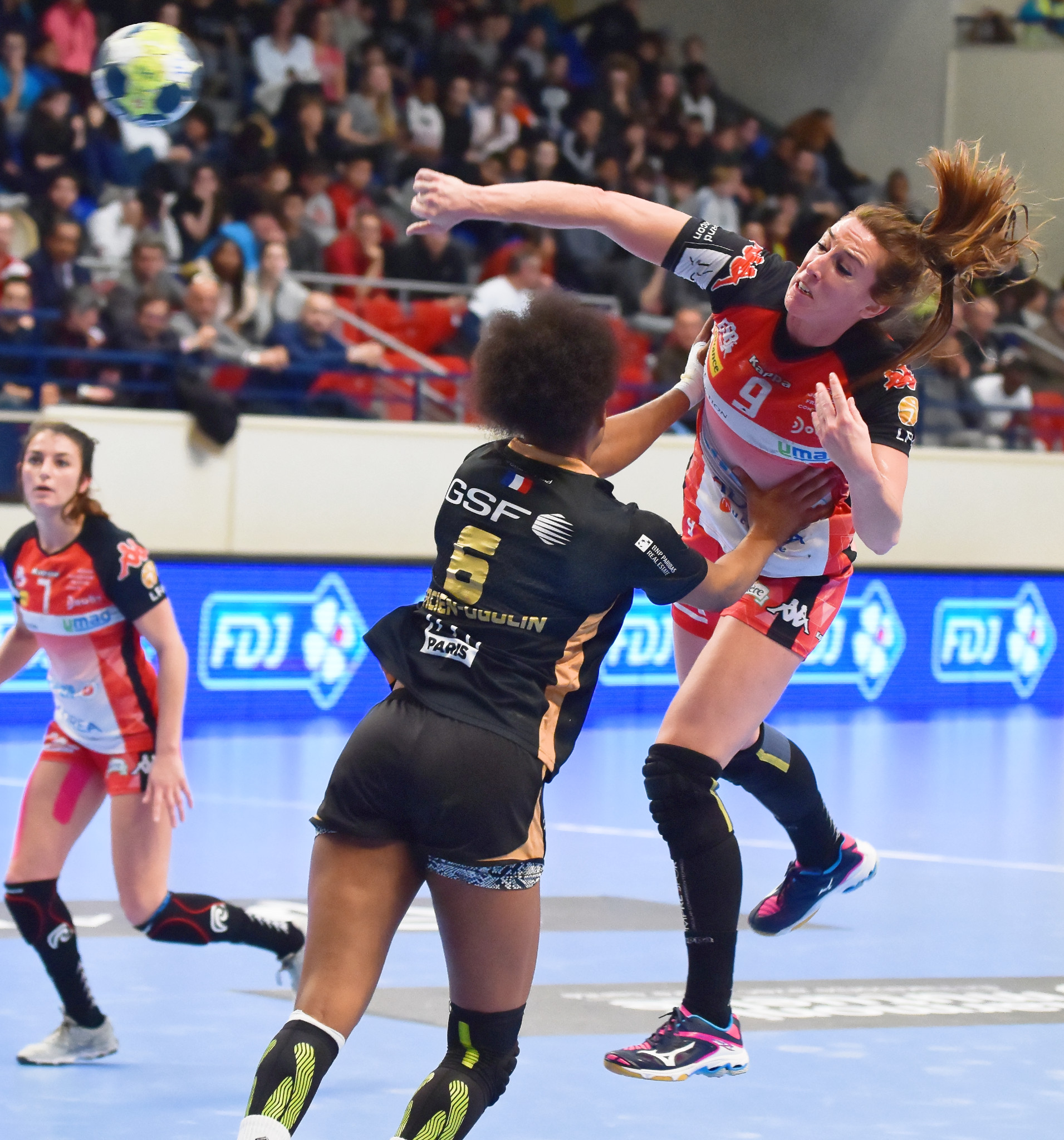
Julie Dazet au tir avec Besançon face à Océane Sercien-Ugolin, le 10 janvier 2018.

Julie Dazet, née le 4 janvier 1988 à Oloron-Sainte-Marie, est une handballeuse internationale française évoluant au poste de demi-centre.

## Biographie
À l'été 2015, elle rejoint l'ES Besançon, récent promu en 1re division.
En novembre 2015, Julie Dazet est convoquée pour la première fois en équipe de France dans le cadre de la préparation au Mondial 2015. Elle honore sa première sélection le 26 novembre 2015, face à la Roumanie. Elle inscrit ses premiers buts en équipe nationale lors du match suivant, contre Cuba.
Pour la saison 2018-2019, elle s'engage avec Dijon où elle compense notamment le départ de Martina Školková.
En 2020, Julie Dazet rejoint le Mérignac Handball, promu en D1 (Ligue Butagaz) et dont elle est la capitaine.
En 2024, elle retrouve les rangs du Club athlétique béglais handball qui évolue en D2.

## Palmarès

### Club
compétitions internationales
- demi-finaliste de la Coupe Challenge (C4) en 2015 (avec Le Havre AC)

### Sélection nationale
autres
- 5e place du championnat d'Europe junior en 2007[7]
- 4e place du championnat du monde jeunes en 2006[8],[9]